# 서문유
서문유(徐文裕, 1651년 ~ 1707년)는 조선의 문신이다. 본관은 대구, 자는 계용(季容), 호는 만산(晩山), 시호는 정간(貞簡)이다. 증조할아버지는 약봉 서성(徐渻), 할머니는 송녕(宋寧)의 딸 여산 송씨(礪山宋氏), 할아버지는 달성위 서경주(徐景霌), 할머니는 선조(宣祖)의 장녀인 정신옹주(貞愼翁主), 아버지는 서정리(徐貞履)이며, 어머니는 이시발(李時發)의 딸인 경주 이씨(慶州李氏)이다.

## 생애
서문유는 1673년(현종 14년)에 사마시(司馬試)를 거쳐, 군자감주부(軍資監主簿 - 종6품)를 지냈다. 1684년(숙종 10년)에는 정시문과(庭試文科)에 병과(丙科)로 급제하였고, 1685년에 사헌부지평(司憲府持平 - 정5품)과 사간원정언(司諫院正言 - 정6품)을 역임하였다. 이때 서문유는 간관으로서 인사문제가 잘못되고 있음을 숙종에게 과감히 직언하여 칭찬을 받기도 하였다.
1687년 이조 좌랑(吏曹佐郞)이 되었으며, 후에 홍문관의 수찬(修撰), 교리(校理), 사간원의 헌납(獻納)과 강원도 암행어사(江原道暗行御史 - 정3품)가 되고, 사간 등을 두루 거쳐 1689년 동부승지(同副承旨 - 정3품)에 재직중 기사환국(己巳換局)으로 죽산부사(竹山府使)로 좌천되었다가, 1694년(숙종 20년) 갑술옥사(甲戌獄事)로 대사간(大司諫 - 정3품), 우승지(右承旨 - 정3품)과 대사성(大司成 - 정3품)을 역임하였다.
1700년에는 이조참의(吏曹參議 - 정3품), 1701년에는 형조참판(刑曹參判 - 종2품)에 발탁되었다. 후에 경기도관찰사(京畿道觀察使 - 종2품), 대사헌(大司憲 - 종2품), 도승지(都承旨 - 정3품)를 지내고, 1704년 사은부사(謝恩副使)로 청나라에 다녀온 후 전라도관찰사가 되었다. 1706년 형조, 예조의 판서, 우참찬(右參贊 - 정2품)을 역임하여, 지중추부사(知中樞府事 - 정2품)가 되었다. 사망뒤 좌찬성(左贊成 - 종1품) 관직에 추증되었다.

## 가족 관계
- 증조할아버지: 약봉 서성(徐渻)
  - 할아버지: 서경주(徐景霌)
    - 아버지: 서정리(徐貞履)
    - 어머니: 이시발의 딸